# Eacles didyma
Eacles didyma är en fjärilsart som beskrevs av Palisot de Beauvois 1805. Eacles didyma ingår i släktet Eacles och familjen påfågelsspinnare. Inga underarter finns listade i Catalogue of Life.